# قباء
قباء (به عربی: قباء) یک منطقهٔ مسکونی در عربستان سعودی است که در استان مدینه واقع شده‌است.

## ورودپیامبراسلام به قبا
پیامبر خدا در جریان هجرت فاصله بین مکه و مدینه را در شب پیمود تا این که پس از چند روز نزدیک ظهر وارد قبا شد، در حالی که مردم آنجا منتظر ورود آن حضرت بودند. مشهور است که پیامبر به خانه مردی به نام کلثوم بن هدم از قبیله بنی عمرو بن عوف و ابوبکر نیز به خانه مردی دیگری وارد شد.
روز خروج پیامبر از غار ثور روز اول ربیع الاول، و روز ورود به قبا دوازدهم همان ماه بود. سه روز در قبا توقف کرد، و در برخی روایات دوازده و پانزده روز نیز نوشته اند.
سه روز از ورود پیامبر به قبا گذشته بود که علی همراه زنان وارد شد، در راه، هفت تن از سوارکاران قریش، علی را تعقیب کردند و بر او و زنان حمله کردند ولی او یک تنه به جنگشان رفت یک نفر از آنها را کشت و بقیه فرار کردند. رسول خدا طی چند روز اقامت در قبا، شالوده مسجدی را ریخت و اتمام آن را به بعد موکول کرد و راهی مدینه شد.